# Apple Music Festival
L’Apple Music Festival (auparavant iTunes Festival jusqu'en 2015) est un festival de musique, créé en 2007 et organisé annuellement jusqu’en 2016. Il est géré par l'entreprise informatique Apple et sert d’événement promouvant sa plate-forme de vente de musique en ligne iTunes Store, dont il tire son nom. 

## Histoire
Depuis 2012, le festival est visible sur Internet, notamment par le biais de l’Apple TV ou d’iOS, propriétés de l'entreprise. Depuis 2015, celui-ci est diffusé sur Apple Music et Beats 1, deux nouveaux services lancés par Apple en 2015.
En août 2015, Apple annonce que l'iTunes Festival change de nom et devient l'Apple Music Festival, en référence à son nouveau service de streaming musical, Apple Music. Le festival a lieu du 19 au 28 septembre 2015. Depuis sa création, celui-ci avait lieu durant tout le mois de septembre. 
En septembre 2017, Apple annonce qu'il ne poursuivrait pas le Apple Music Festival. 

## 2007
Pour la première édition du festival, il est organisé à l’Institute of Cotemporary Arts.
| - Mika - Travis - Groove Armada - Kasabian (EP) - Stereophonics - The Maccabees - Athlete - Amy Winehouse - Ludovico Einaudi - Crowded House - Jamie Woon* Paolo Nutini - Editors - The Pigeon Detectives - Scott Matthews | - Imogen Heap - Jack Peñate - David Ford - Black Rebel Motorcycle Club - Ben's Brother - Elisa - The Hoosiers - Cherry Ghost - Remi Nicole - The Coral - The Go! Team - Air Traffic - Nine Black Alps - Just Jack | - Terra Naomi - Raul Midón - Kano - The Bumble Strips - Aqualung - Mutya Buena - Beverley Knight - GoodBooks - Leon Jean-Marie - Wir sind Helden - Jamie Scott & The Town - Tiny Dancers - Goldspot - The Bad Plus - Leash |

## 2008
Organisé à KOKO, Camden Town.
| - 1er juillet : N*E*R*D + Kenna + Chester French - 2 juillet : Paul Weller + Glasvegas - 3 juillet : Hadouken + Does It Offend You, Yeah? - 4 juillet : The Feeling + Gabriella Cilmi - 5 juillet : Roots Manuva + Sway - 6 juillet : Elliot Minor (EP) + Kids In Glass Houses - 7 juillet : The Black Kids + Foals - 8 juillet : Lightspeed Champion + Pete & The Pirates - 9 juillet : The Ting Tings + Florence & The Machine - 10 juillet : Jamie Lidell + Yelle + Laura Izibor | - 11 juillet : The Script + Sam Beeton - 12 juillet : James Blunt + Beth Rowley - 13 juillet : John Legend - 14 juillet : Death Cab For Cutie + I Was A Cub Scout - 15 juillet : The Zutons (EP) + Red Light Company - 16 juillet : CSS + Alphabeat - 17 juillet : Guillemots + Lykke Li - 18 juillet : The Music + XXT - 19 juillet : Feeder (EP) + Infadels - 20 juillet : Neil Cowley Trio + Portico Quartet | - 21 juillet : Sam Sparro + Annie - 22juillet : Suzanne Vega + Seth Lakeman - 23 juillet : The Script + Sam Beeton - 24 juillet : McFly - 25 juillet : Taio Cruz + Jay Sean - 26 juillet : Chaka Khan ** annulé ** - 27 juillet : Royworld + Tom Baxter - 28 juillet : Pendulum + INME - 29 juillet : The Ahn Trio + Hayley Westenra - 30 juillet : The Pretenders + Gemma Hayes |

## 2009
Organisé à The Roundhouse, Camden Town.
| - 1er juillet: Jamie T + Slow Club - 2 juillet : Fightstar + Young Guns - 3 juillet : Jack Peñate + Golden Silvers - 4 juillet : Flo Rida + Ironik - 5 juillet : Snow Patrol (EP) + Silversun Pickups + Animal Kingdom - 6 juillet : Franz Ferdinand + Passion Pit - 7 juillet : Mr Hudson avec Kanye West + Kid Cudi + Kid British - 8 juillet : David Guetta avec Kelly Rowland - 10 juillet : Paolo Nutini + Marina and the Diamonds | - 11 juillet : La Roux + Dan Black - 13 juillet : Newton Faulkner + Raygun - 14 juillet : Placebo (album) + General Fiasco (EP) - 15 juillet : Friendly Fires + Magistrates - 16 juillet : Simple Minds - 17 juillet : Noisettes + Skint & Demoralised - 18 juillet : Calvin Harris + Miike Snow - 19 juillet : Bat for Lashes - 20 juillet : Bloc Party + Delphic + The Invisible - 21 juillet : Oasis + The Enemy | - 22 juillet : Kasabian (EP) + Twisted Wheel - 23 juillet : Graham Coxon + Esser - 24 juillet : a-ha + Reamonn - 25 juillet : Stephen Fry + Mumford & Sons + The Temper Trap - 26 juillet : Madeleine Peyroux + Imelda May - 27 juillet : The Saturdays + Sophie Ellis-Bextor + Girls Can't Catch - 28 juillet : Amadou and Mariam + Charlie Winston - 29 juillet : Simian Mobile Disco + Gold Panda - 30 juillet : The Hoosiers + Steve Appleton - 31 juillet : Mika + Erik Hassle |

## 2010
Organisé à The Roundhouse, Camden Town, et en streaming live sur MySpace.com.
| - 1er juillet: Scissor Sisters (EP) + The Drums - 2 juillet : Tony Bennett + Antonia Bennett - 3 juillet : Ozzy Osbourne (EP) + The Sword (EP) + Black Spiders - 4 juillet : Foals + Two Door Cinema Club - 5 juillet : N-Dubz + Example - 6 juillet : Kate Nash + Peggy Sue - 7 juillet : Paloma Faith (EP) + Al Pownall - 8 juillet : Ellie Goulding (EP) + Delta Maid - 9 juillet : Mumford & Sons + Laura Marling + The Dharohar Project - 10 juillet : The National + Stornoway | - 11 juillet : Keane + We Are Scientists - 12 juillet : The XX + Wild Beasts - 13 juillet : Florence + The Machine (EP) + Lauren Pritchard - 14 juillet : Faithless + Chew Lips - 15 juillet : Rolando Villazón + Milos Karadaglic - 16 juillet : Amy Macdonald + Tiffany Page - 17 juillet : Underworld + Kele - 18 juillet : Bombay Bicycle Club + Stephen Fry + Everything Everything - 19 juillet : The Futureheads + Frank Turner - 20 juillet : Pixie Lott + Rachel Furner | - 21 juillet : The Courteeners + Chapel Club + The Cheek - 22 juillet : Goldfrapp + Marina and the Diamonds - 23 juillet : Defected In The House live - 25 juillet : Foreigner + Europe - 26 juillet : Plan B + Tinie Tempah - 27 juillet : Chipmunk + Daisy Dares You - 28 juillet : Scouting for Girls + Diana Vickers (EP) - 29 juillet : The Hoosiers + Diagram of the Heart - 30 juillet : Phoenix + James Yuill - 31 juillet : Biffy Clyro + Pulled Apart By Horses |

## 2011
Organisé à The Roundhouse, Camden Town, et diffusé par ITV2 présenté par Alexa Chung et Dave Berry.
| - 1er juillet: Paul Simon - 2 juillet : Seasick Steve + Smoke Fairies - 3 juillet : Manic Street Preachers + Dry The River + Ramona + Ukulele for Dummies - 4 juillet : Linkin Park (EP) + Neon Trees - 5 juillet : Beady Eye + Steve Cradock + Gwyneth Paltrow - 6 juillet : Arctic Monkeys (EP) + Miles Kane - 7 juillet : Adele (EP) + Michael Kiwanuka - 8 juillet : Bruno Mars + Ed Sheeran - juillet 9: My Chemical Romance (EP) + Evaline - 10 juillet : Glasvegas + Cat's Eyes + Beatsteaks | - 11 juillet : Foo Fighters + Jimmy Eat World (EP) - 12 juillet : The Script + Loick Essien - 13 juillet : White Lies + The Naked and Famous + Alice Gold - 14 juillet : Friendly Fires + SBTRKT - 15 juillet : Hard-Fi + David Nicholls - 16 juillet : The Wombats + All The Young - 17 juillet : Raphael Saadiq + Bluey Robinson + Selah Sue + Medi - 18 juillet : Rumer + Caitlin Rose + Mark Radcliffe - 19 juillet : Katy B + Jamie Woon - 20 juillet : The Wanted + Dionne Bromfield + Encore | - 21 juillet : Swedish House Mafia + Alex Metric - 22 juillet : Coldplay (EP) + The Pierces - 23 juillet : Mogwai + Error - 24 juillet : Noah and the Whale + Fixers - 25 juillet : Lang Lang + 2Cellos - 26 juillet : Magnetic Man + Alex Clare - 27 juillet : Example + Wretch 32 + Yasmin - 28 juillet : Chase & Status + Nero - 29 juillet : Kasabian (EP) + PENGu!NS - 30 juillet : James Morrison + Benjamin Francis Leftwich - 31 juillet : Moby + Silver Apples |

## 2012
Organisé à The Roundhouse, Camden Town, et diffusé sur les chaines de Channel 4 (incluant channel 4, T4 et E4).
| - 1er septembre : Usher + Miguel - 2 septembre : Ed Sheeran + Charli XCX + Rudimental - 3 septembre : Olly Murs + The Milk - 4 septembre : Plan B + Delilah + Ryan Keen - 5 septembre : Emeli Sandé + Bastille + Gabrielle Aplin - 6 septembre : JLS + Conor Maynard - 7 septembre : Elbow + Bat for Lashes - 8 septembre : Jack White + Band of Horses - 9 septembre : deadmau5 + Foreign Beggars - 10 septembre : Norah Jones + Beth Orton - 11 septembre : The Killers + Jake Bugg | - 12 septembre : Noel Gallagher's High Flying Birds + The Soundtrack of Our Lives - 13 septembre : P!nk + Walk the Moon - 14 septembre : Labrinth (EP) + Josh Kumra - 15 septembre : David Guetta + Calvin Harris - 16 septembre : Rebecca Ferguson (EP) + Laura Mvula - 17 septembre : Example + DJ Fresh + Hadouken! - 18 septembre : Andrea Bocelli (EP) + Laura Wright + CARisMA - 19 septembre : Matchbox Twenty + OneRepublic - 20 septembre : One Direction (EP) + Angel | - 21 septembre : Jessie J + Lonsdale Boys Club - 22 septembre : Biffy Clyro + Frightened Rabbit - 23 septembre : Robert Glasper + José James - 24 septembre : Mumford & Sons + Willy Mason - 25 septembre : Lana Del Rey + Benjamin Francis Leftwich - 26 septembre : Ellie Goulding + Haim (EP) - 27 septembre : Madness + Reverend and The Makers - 28 septembre : Alicia Keys + Lianne La Havas - 29 septembre : Hot Chip + Kindness - 30 septembre : Muse + Natalie Duncan |

## 2013
Organisé à The Roundhouse, Camden Town.
| - 1er septembre : Lady Gaga + DJ White Shadow - 2 septembre : Sigur Rós + Poliça - 3 septembre : The Lumineers + PHOX - 4 septembre : Paramore + Fenech-Soler - 5 septembre : Rizzle Kicks + Eliza Doolittle - 6 septembre : Queens of the Stone Age + Palma Violets - 7 septembre : Phoenix + Little Green Cars (Annulé pour cause de maladie du chanteur de Phoenix, Thomas Mars) - 8 septembre : Bastille + The 1975 - 9 septembre : Arctic Monkeys + Drenge - 10 septembre : Jake Bugg + Valerie June | - 11 septembre : Kings of Leon + Jimmy Eat World - 12 septembre : Elton John + Tom Odell - 13 septembre : Avicii + Henrik B - 14 septembre : Chic + Janelle Monáe - 15 septembre : Vampire Weekend + The Olms - 16 septembre : Jack Johnson + Bahamas - 17 septembre : Ludovico Einaudi + Agnes Obel - 18 septembre : Thirty Seconds to Mars + The Family Rain - 19 septembre : Kendrick Lamar + Schoolboy Q - 20 septembre : Primal Scream + Skinny Girl Diet | - 21 septembre : HAIM + Gabrielle Aplin + Bipolar Sunshine + Dan Croll - 22 septembre : Ellie Goulding + Laura Welsh - 23 septembre : Jessie J + Lawson - 24 septembre : Robin Thicke + Aloe Blacc - 25 septembre : Pixies + NO CEREMONY/// - 26 septembre : Tinie Tempah + Naughty Boy - 27 septembre : Dizzee Rascal + Katy B - 28 septembre : John Legend + Tamar Braxton - 29 septembre : Justin Timberlake + Mikky Ekko - 30 septembre : Katy Perry + Iggy Azalea + Icona Pop |

## 2014

### Austin
Le 19 février 2014, Apple a annoncé que l’iTunes Festival aura lieu aux États-Unis pour la première fois avec un festival de 5 jours au Moody Theater d’Austin, Texas, se déroulant du 11 au 15 mars, en complément du SXSW.
- 11 mars : Coldplay + Imagine Dragons + London Grammar
- 12 mars : Kendrick Lamar + Schoolboy Q + Isaiah Rashad
- 13 mars : Soundgarden + Band of Skulls + Capital Cities
- 14 mars : Pitbull + Zedd + G.R.L.
- 15 mars : Keith Urban + Willie Nelson + Mickey Guyton

### Londres
Le 21 juillet 2014, Apple annonçait une partie de la programmation pour la 8ème édition de l’iTunes Festival à The Roundhouse, Camden Town.
| - 1er septembre : deadmau5 + Friend Within - 2 septembre : Beck + Jenny Lewis - 3 septembre : David Guetta + Clean Bandit + Robin Schulz - 4 septembre : 5 Seconds of Summer + Charlie Simpson - 5 septembre : Kasabian - 6 septembre : Tony Bennett + Imelda May - 7 septembre : Calvin Harris + Kiesza - 8 septembre : Robert Plant + Luke Sital-Singh - 9 septembre : Sam Smith + SOHN - 10 septembre : Pharrell Williams + Jungle | - 11 septembre : Maroon 5 + Matthew Koma + Nick Gardner - 12 septembre : Elbow + Nick Mulvey - 13 septembre : Paolo Nutini + Rae Morris - 14 septembre : David Gray + Lisa Hannigan - 15 septembre : The Script + Foxes - 16 septembre : Blondie + Chrissie Hynde - 17 septembre : Gregory Porter + Eric Whitacre - 18 septembre : Jessie Ware + Little Dragon - 19 septembre : SBTRKT + Jamie xx - 20 septembre : Rudimental + Jess Glynne | - 21 septembre : Ryan Adams + First Aid Kit - 22 septembre : Jessie J + James Bay - 23 septembre : Placebo + The Mirror Trap - 24 septembre : Ben Howard + Hozier - 25 septembre : Mary J. Blige + Gorgon City - 26 septembre : Lenny Kravitz + Wolf Alice - 27 septembre : Kylie Minogue + MNEK - 28 septembre : Nicola Benedetti + Miloš + Alison Balsom - 29 septembre : Ed Sheeran + Foy Vance - 30 septembre : Plácido Domingo + Khatia Buniatishvili |

## 2015
Le 18 août 2015, Apple a annoncé une partie de la programmation de l’édition 2015 et a confirmé le changement de nom du festival pour Apple Music Festival. Organisé à The Roundhouse, Camden Town, le festival était aussi diffusé via Apple Music.
- 19 septembre : Ellie Goulding + Andra Day
- 20 septembre : Take That + Charlie Puth
- 21 septembre : Carrie Underwood + The Shires + Cam
- 22 septembre : One Direction + Little Mix
- 23 septembre : The Weeknd + Grace Mitchell + Justine Skye
- 24 septembre : The Chemical Brothers + Hudson Mohawke
- 25 septembre : Disclosure + NAO + Lion Babe
- 26 septembre : Pharrell Williams + Leon Bridges
- 27 septembre : Mumford & Sons + Jack Garratt
- 28 septembre : Florence + The Machine + James Bay

## 2016
Le 24 août 2016, Apple Music a fait savoir sur les réseaux sociaux que la 10ème édition de l’Apple Music Festival aurait de nouveau lieu à The Roundhouse, Camden Town. La programmation complète fut dévoilée le 25 août 2016 via Beats1. Le festival est diffusé en streaming live et à la demande via Apple Music.
- 18 septembre : Elton John
- 19 septembre : The 1975 + Christine and the Queens
- 20 septembre : Alicia Keys + Jordan Fisher
- 21 septembre : OneRepublic + Passenger
- 23 septembre : Calvin Harris + Disciples + John Newman
- 25 septembre : Robbie Williams
- 26 septembre : Bastille
- 27 septembre : Britney Spears
- 28 septembre : Michael Bublé
- 30 septembre : Chance The Rapper